# Frédéric Guesdon
Frédéric Guesdon (født 14. oktober 1971) er en fransk tidligere professionel cykelrytter.